# Filip Jazvić
Filip Jazvić (ur. 22 października 1990 w Bugojnie) – chorwacki piłkarz występujący na pozycji pomocnika lub napastnika w klubie HNK Cibalia.

## Kariera klubowa
Wychowanek klubu HNK Dinara. W 2005 roku rozpoczął treningi w NK Hrvatski Dragovoljac z Zagrzebia. W 2008 roku włączono go do kadry pierwszego zespołu po czym wypożyczano kolejno do: NK Rudeš, NK Vrapče (3. HNL) oraz HNŠK Moslavina (2. HNL). Latem 2010 roku powrócił do klubu i 24 lipca 2010 zadebiutował w chorwackiej ekstraklasie w przegranym 1:4 meczu z Dinamem Zagrzeb. W sezonie 2010/11 rozegrał 24 spotkania w których zdobył 2 bramki, a Hrvatski Dragovoljac po zajęciu ostatniego miejsca w tabeli został relegowany do 2. HNL. W połowie 2011 roku przeniósł się on do NK Istra 1961, skąd po pół roku odszedł do NK Inter Zaprešić. W 2012 roku ponownie został graczem NK Hrvatski Dragovoljac. W sezonie 2012/13 jego klub awansował do 1. HNL, gdzie Jazvić występował przez kolejny rok.
Latem 2014 roku odszedł on do CFR 1907 Cluj. 3 sierpnia 2014 zadebiutował w Liga I w spotkaniu z Pandurii Târgu Jiu (0:0). 7 sierpnia po raz pierwszy wystąpił w europejskich pucharach w przegranym 0:2 meczu z Dynamą Mińsk w kwalifikacjach Ligi Europy 2014/15. Przed sezonem 2015/16 przeniósł się do ASA Târgu Mureș, gdzie rozegrał 26 spotkań i strzelił 5 bramek oraz wystąpił w Lidze Europy 2015/16. W czerwcu 2016 związał się rocznym kontraktem z Hapoelem Hajfa. 17 września 2016 zadebiutował w Ligat ha’Al w meczu z FC Aszdod i rozpoczął regularne występy w podstawowym składzie. Z powodu konfliktu z dyrektorem generalnym Nirem Klingerem i sztabem szkoleniowym w grudniu 2016 roku odsunięto go od treningów z pierwszym zespołem i wkrótce po tym rozwiązano jego umowę. W marcu 2017 roku podpisał trwający do końca sezonu kontrakt z Universitateą Krajowa, gdzie zaliczył 8 ligowych spotkań.
Przed rozpoczęciem sezonu 2017/18 Jazvić został zawodnikiem Arki Gdynia, prowadzonej przez Leszka Ojrzyńskiego. 21 lipca 2017 rozegrał pierwszy mecz w Ekstraklasie przeciwko Sandecji Nowy Sącz, zakończony bezbramkowym remisem. W styczniu 2018 roku, po zaliczeniu 7 ligowych meczów, rozwiązał za porozumieniem stron swoją umowę i przeniósł się do Olimpii Grudziądz (I liga), gdzie w 11 występach strzelił 4 bramki. W lipcu 2018 roku podpisał kontrakt z FK Željezničar trenowanym przez Slobodana Krčmarevicia. 5 sierpnia 2018 zadebiutował w Premijer Lidze w meczu z HŠK Zrinjski Mostar (2:0). Po rozegraniu 10 spotkań, w styczniu 2019 roku odszedł z zespołu i został zawodnikiem FC Hermannstadt.

## Życie prywatne
Urodził się w 1990 roku w Bugojnie w Socjalistycznej Federacyjnej Republice Jugosławii. Po wybuchu wojny domowej w Bośni i Hercegowinie przeprowadził się z rodzicami do Berlina, skąd powrócił po 4,5 roku, osiedlając się w Kninie. W wieku 15 lat przeprowadził się do Zagrzebia.